# Medvezhegorsky (huyện)
Huyện Medvezhegorsky (tiếng Nga: ? райо́н) là một huyện hành chính tự quản (raion), của Cộng hòa Karelia, Nga. Huyện có diện tích 13827 km², dân số thời điểm ngày 1 tháng 1 năm 2000 là 42400 người. Trung tâm của huyện đóng ở Medvezhegorsk.